# Романів (Торчинська селищна громада)
Рома́нів — село в Україні, у Луцькому районі Волинської області (до 2020 року у Рожищенському районі). Входить до складу Торчинської селищної громади. Населення становить 102 особи.

## Історія
У 1906 році колонія Щуринської волості Луцького повіту Волинської губернії. Відстань від повітового міста 33 верст, від волості 13. Дворів 18, мешканців 128.

## Населення
Згідно з переписом УРСР 1989 року чисельність наявного населення села становила 113 осіб, з яких 50 чоловіків та 63 жінки.
За переписом населення України 2001 року в селі мешкали 102 особи.

### Мова
Розподіл населення за рідною мовою за даними перепису 2001 року:
| Мова       | Відсоток |
| ---------- | -------- |
| українська | 99,02 %  |
| білоруська | 0,98 %   |

## Уродженці
- Влодзімеж Висоцький (пол. Włodzimierz Wysocki; 1846 — 11 серпня 1894, Київ) — польський поет, фотограф-художник.